# マティアス・ルエダ
マティアス・ルエダ（Matías Carlos Adrían Rueda、1988年4月15日 - ）は、アルゼンチンのプロボクサー。タンディル出身。コンビネーションを軸にした強打とタフさを武器に激しい打撃戦をする選手。トレーナーはエドゥアルド・サラザー。

## 来歴
2011年12月10日、ルエダはプロデビューを果たし初回KO勝ちを収め白星でデビューを飾った。
2012年3月10日、ディエゴ・アルベルト・チャベスと対戦し4回3-0(3者共に40-35)の判定勝ちを収めた。
2012年7月13日、ローマン・ルーベン・レイノソと対戦し初回2分51秒KO勝ちを収めた。
2012年9月8日、ルーカス・ラファエル・バエスと対戦し2回35秒KO勝ちを収めた。
2013年2月9日、ファン・カルロス・ロドリゲスと対戦し初回KO勝ちを収めた。
2013年3月23日、ラモン・アルマンド・トーレスと対戦し5回KO勝ちを収めた。
2013年6月21日、ファン・ラモン・ソリスとWBOラテンアメリカフェザー級王座決定戦で対戦し3回1分TKO勝ちを収め王座獲得に成功した。
2013年8月9日、ディエゴ・ダニエル・テジェリーナと対戦し2回2分21秒TKO勝ちを収め初防衛に成功した。
2013年9月7日、ラモン・エリゼール・エスペランサと対戦し4回TKO勝ちを収めた。
2013年10月18日、ディエゴ・ダニエル・テジェリーナとFABアルゼンチンフェザー級王座決定戦で対戦し6回TKO勝ちを収め王座獲得に成功した。
2014年3月8日、ホルヘ・ルイス・ロドリゲスと対戦し7回TKO勝ちを収め初防衛に成功した。
2014年11月22日、ガブリエル・オズワルド・オヴェジェロと対戦し3回KO勝ちを収めWBOラテンアメリカ王座の2度目の防衛に成功した。
2015年1月25日、ギレルモ・オズワルド・ソロッピと対戦し3回2分7秒KO勝ちを収め3度目の防衛に成功した。
2015年4月25日、ウォルター・カスティーヨと対戦し4回TKO勝ちを収め4度目の防衛に成功した。
2015年7月11日、ジミー・アブートと対戦し5回TKO勝ちを収め5度目の防衛に成功した。
2016年1月16日、レアンドロ・メンデス・ピントと南米フェザー級王座決定戦で対戦し8回KO勝ちを収め王座獲得に成功した。
2016年4月2日、ネストール・ウーゴ・パニアグラと対戦し3回2分2秒KO勝ちを収めWBOラテンアメリカ王座の6度目の防衛に成功した。
2016年7月23日、MGMグランド・ガーデン・アリーナでテレンス・クロフォードVSビクトル・ポストルの前座でワシル・ロマチェンコがWBO世界スーパーフェザー級王者ローマン・マルチネスに王座在位のまま挑戦し世界最速の2階級制覇を達成した後に返上し空位となったWBO世界フェザー級王座決定戦でWBO世界フェザー級1位でNABO北米フェザー級王者のオスカル・バルデスと対戦したが、2回に左ボディアッパーで2度ダウンを奪われて試合終了。初黒星となる2回2分18秒TKO負けを喫し王座獲得に失敗した。

## 獲得タイトル
- WBOラテンアメリカフェザー級王座
- FABアルゼンチンフェザー級王座
- 南米フェザー級王座